# 디빈: 여신들
디빈: 여신들(Divines, 디바인스)은 프랑스, 카타르에서 제작된 우다 베니야미나 감독의 2016년 드라마 영화이다. 울라야 아마라 등이 주연으로 출연하였다.
이 영화는 토론토 국제 영화제의 디스커버리 부문의 공식 선별작품이다. 2016년 11월 18일 프랑스를 제외한 전 세계 지역에서 넷플릭스를 통해 개봉하였다.

## 출연

### 주연
- 울라야 아마라
- 데보라 루쿠무에나

### 조연
- 케빈 미쉘
- 지스카 칼반다
- 야신 후이차
- 마즈듀린 이드리시
- 베스 뎀